# Dlaczego mężczyźni nie słuchają, a kobiety nie potrafią czytać map
Dlaczego mężczyźni nie słuchają, a kobiety nie potrafią czytać map – niemiecki film komediowy z 2007 roku. Adaptacja książki Allana i Barbary Pease'ów.

## Obsada
- Benno Fürmann: Jan
- Jessica Schwarz: Katrin
- Matthias Matschke: Rüdiger
- Annika Kuhl: Melanie
- Uwe Ochsenknecht: Jonathan Armbruster
- Nadja Becker: Angie
- Sascha Schmitz: Sven
- Tom Schilling: Krischl
- Lars Rudolph: Udo
- Florentine Lahme: Tanja
- Katja Flint: Frau Kitzelbach
- Thomas Kretschmann: Paul
- Peter Lohmeyer: Copilot
- Leander Haußmann: Erzählstimme
- Volker Waldschmidt: Rocky